# HD247634
HD247634 є хімічно пекулярною зорею спектрального класу
A7 й має видиму зоряну величину в смузі V приблизно  9,8.